# Nikolái Voronijin
Nikolái Nikolaevich Voronijin (en ruso: Николай Николаевич Воронихин) (Gátchina, 18 de julio de 1882-San Petersburgo, 18 de marzo de 1956 ) fue un botánico, micólogo, algólogo, explorador ruso.

## Algunas publicaciones[2]
- Woronichin, NN. 1911. Physalosporina, eine neue Gattung der Pyrenomyceten. Annales Mycologici 9: 217-225
- ----. 1911. Spisok gribov, sobrannykh v Buguruslanskom u’zd Samarskoĭ gub. E.I. Ispolatovym v 1908-1910 gg. Bulletin du Jardin Botanique Impériale de St Petersbourg 11: 8-21
- ----. 1911. Physalosporina, novyĭ rod’ iz’ gruppy pirenomitsetov’. Travaux du Musée Botanique de l’Academie Impériale des Sciences de St.-Pétersbourg 8: 151-171.
- ----. 1913. Mycoflorae Caucasicae novitates. Moniteur du Jardin Botanique de Tiflis 28: 16-25
- ----. 1914. Quelques remarques sur le champignon du blanc de pêcher et de rosier. Bull. für Angew. Bot. 7: 441-450
- ----. 1914. Plectodiscella piri, der Vertreter einer neuen Ascomyceten-Gruppe. Mycol. Zentralblatt 4: 225-233, 1 tab., 8 figs.
- ----. Srisok gribov sobrannykh Sochinskom okrug Ly’tom 1913 goda. Vestn. Tifflisk. Bot. Sada 35: 1-40
- ----. 1915. Les fumagines du département de Sotshi. Bulletin of Applied Botany Petrograd 8 (6): 769-807, 1 tab.
- ----. 1922. Fungi nonnulli novi e Caucaso. I. Notulae Syst. Inst. Cryptog. Horti Bot. Petropol. 1 (3): 33-34
- ----. 1923. Fungi nonnulli novi e Caucaso. II. Notulae Syst. Inst. Cryptog. Horti Bot. Petropol. 2 (3): 33-34
- ----. 1924. Fungi nonnulli novi e Caucaso. III. Notulae Syst. Inst. Cryptog. Horti Bot. Petropol. 3 (2): 31-32.
- ----. 1925. Über die Capnodiales. Annales Mycologici 23 (1-2): 174-178
- ----. 1925. Sur la Phaeostagonosporopsis zeae (Schw.) Woron., un nouveau parasite du mais en Transcaucasie. Défense des Plantes Leningrad 2: 331-334
- ----. 1926. Aithalomyces, eine neue Gattung der Capnodiales. Annales Mycologici 24 (1-2): 145-149
- ----. 1926. Zur Kenntnis der Morphologie und Systematik der Russtaupilze Transkaukasiens. Annales Mycologici 24 (3-4): 231-264
- ----. 1927. Contribution à la flore mycologique du Caucase. Trav. Mus. Bot. Acad. Sci. USSR 21: 87-243, 2 tabs.

## Honores

### Epónimos
Un género de algas azules Cyanobacteria: Woronichinia Elenk. se nombró en su honor.
- La abreviatura «Woron.» se emplea para indicar a Nikolái Voronijin como autoridad en la descripción y clasificación científica de los vegetales.[3]